# FISUA
A Associação de Física da Universidade de Aveiro, também conhecida por FISUA, é uma associação com cerca de 900 associados sem fins lucrativos sediada na Universidade de Aveiro em Aveiro, Portugal. O FISUA pretende ser um grupo activo na divulgação da Física em Portugal.

## História
O FISUA foi fundado em 1993  por um pequeno grupo de estudantes de Engenharia Física da Universidade de Aveiro, interessados inicialmente em difundir a Física e a Astronomia, não só na região de Aveiro e na comunidade académica, mas também a nível nacional.
Encontra-se, desde o seu início, sediada no Departamento de Física da Universidade de Aveiro. Aproveitando a existência de alguns telescópios adquiridos pelo Departamento, e com a ajuda de um astrónomo amador da região, a Associação começou a dar os primeiros passos na sua actividade de divulgação pela área da Astronomia, realizando várias sessões de observação ao longo do ano de 1993.
Depois destas primeiras incursões no mundo dos astros o FISUA começou a promover cursos de astronomia ao nível de iniciação. Isto ajudou a incluir nos seus planos a divulgação desta ciência. Através destes cursos algumas pessoas foram-se fazendo sócias, formando mais tarde um grupo informal de observação.
A aposta na Astronomia levou a associação a participar no evento "Astronomia no Verão" em 1996 e a adquirir um planetário portátil em 1997. A partir dessas datas foi possível começar a realizar actividades vocacionadas para as escolas e a participação em iniciativas mais iniciatidas do "Astronomia no Verão".
A actividade constante em prol da Astronomia tornou o FISUA conhecido, não só no meio universitário e da própria cidade de Aveiro, mas a nível nacional.
O espaço que possui no Departamento de Física tornou-se recentemente num espaço agradável de encontro e de convívio de estudantes de vários departamentos.
Actualmente a maior parte dos seus associados são estudantes de Física e Engenharia Física da Universidade de Aveiro, apesar de qualquer pessoa interessada poder fazer parte.
Cumprindo o seu objectivo inicial, o FISUA tem também realizado iniciativas voltadas para a Física, como é o caso do ciclo de conferências “Horizontes da Física”. Esta iniciativa bianual começou em Março de 2005 (Ano Internacional da Física) com um ciclo de palestras, com edições em 2007, 2009, 2011, 2013, 2015, 2017 e 2019. Além dos “Horizontes da Física”, o FISUA organizou também o VI Encontro Nacional de Estudantes de Física (ENEF), que decorreu no mês de Março de 2004 em Aveiro.
Actualmente, o FISUA dedica-se à promoção da Física e da Astronomia, fazendo visitas frequentes a escolas, centros de ciência e outras instituições e eventos, com o planetário portátil, telescópios, feiras de ciência e workshops. Além disso, continua a fazer todos os semestres, novos cursos de Astronomia em regime livre e abertos à população em geral. Participa activamente em iniciativas como o “Astronomia no Verão” e na a “Semana da Ciência e Tecnologia” da Universidade de Aveiro. Constituiu também um grupo de técnicas aeroespaciais, que estuda algumas técnicas de voo e estabilidade e possui um workshop “Construção e lançamento de micro-foguetes” que realiza em escolas, centros de ciência e noutras instituições.
A Associação de Física da Universidade de Aveiro continuará a apostar na Física e na Astronomia como meios de promoção da cidade de Aveiro e da Universidade de Aveiro.

## Actividades Actuais
O FISUA organiza periodicamente num conjunto de actividades de divulgação de ciência:
- Astronomia no Verão, projecto Ciência Viva.[2]

- Divulgação nas escolas. Palestras workshops, construção de micro-foguetes e sessões de planetário portátil.

- Sessões de observação com telescópio, tanto diurnas como nocturnas.

- Cursos de iniciação à astronomia lecionados semestralmente pelo astrónomo amador José Matos.

- "Show da Física" - evento levado a feiras, exposições e escolas[3]

### Actividades Pontuais
Em certas ocasiões o FISUA organiza actividades com temáticas anuais:
- Sessões de observação inseridas na celebração do ano Internacional da Astronomia [4].
- Ano Internacional de Física[5]

- Ciclo de palestras Horizontes da Física, iniciado em 2005 com a celebração do ano internacional da Fisica. Em 2009 as palestras tiveram um ênfase na astronomia devido a 2009 ser o ano internacional da astronomia.[6]

- Encontros Nacionais de Astronomia e Astrofísica [7].

## Associados
Direcção Actual
A actual direcção é presidida pelo estudante de Física, Emanuel Silva Santos. Ligados à direcção existem ainda outros estudantes do departamento de física da Universidade de Aveiro.
Sócios Honorários
- Profª Doutora Maria Celeste Carmo
- José Augusto da Luz Matos
- Prof. Doutor Vitorino Jorge Castelo Ramos
- Prof. Doutor João Lemos Pinto
- Prof. Doutor José Fernando Ferreira Mendes
- Prof. Doutor Vítor Hugo da Rosa Bonifácio